# Stephen L. Buchwald
Stephen Leffler Buchwald (* 1955 in Bloomington, Indiana)  ist ein US-amerikanischer Chemiker (Organische Chemie). Er ist Professor am Massachusetts Institute of Technology (MIT).
Buchwald erhielt 1977 seinen Bachelor-Abschluss an der Brown University und wurde 1982 an der Harvard University bei Jeremy R. Knowles über Phosphorylierung (Chiral phosphate monoesters in organic chemistry) promoviert.  Als Post-Doktorand war er bei Robert H. Grubbs am Caltech. 1984 wurde er Assistant Professor, 1989 Associate Professor und 1993 Professor für Chemie am MIT. 1997 wurde er Camille Dreyfus Professor. 1988 wurde er Forschungsstipendiat der Alfred P. Sloan Foundation (Sloan Research Fellow).
Er befasst sich mit organischer Synthese und Entwicklung von Metallorganischen Katalysatoren hierfür, zum Beispiel Katalyse von Kohlenstoff-Stickstoff- und Kohlenstoff-Sauerstoff-Bindungen mit metallorganischen Katalysatoren auf Basis von Kupfer und Palladium. Die Katalysatoren fanden weitverbreitete Anwendung in der Medikamentenentwicklung.
Nach ihm und John F. Hartwig ist die Buchwald-Hartwig-Kupplung benannt (1994).
2013 erhielt er den Arthur C. Cope Award und 2014 den Linus Pauling Award und den BBVA Foundation Frontiers of Knowledge Award. Für 2016 wurde ihm die William H. Nichols Medal zugesprochen, für 2018 der Roger Adams Award und der Tetrahedron-Preis. Er erhielt den MERIT Award der National Institutes of Health und den Bristol Myers Squibb Distinguished Achievement Award und 2010 den Gustavus J. Esselen Award for Chemistry in the Public Interest. 1997 wurde er Fellow der American Association for the Advancement of Science und 2000 der American Academy of Arts and Sciences sowie 2008 Mitglied der National Academy of Sciences. Für 2019 erhielt er den Wolf-Preis für Chemie. 2022 wurde Buchwald als Vortragender der Paul-Karrer-Vorlesung ausgewählt.
Seit 2020 zählt ihn der Medienkonzern Clarivate zu den Favoriten auf einen Nobelpreis (Clarivate Citation Laureates).